# Vila (Melgaço)
Vila ist ein Ort und eine ehemalige Gemeinde (Freguesia) im nordportugiesischen Kreis Melgaço.

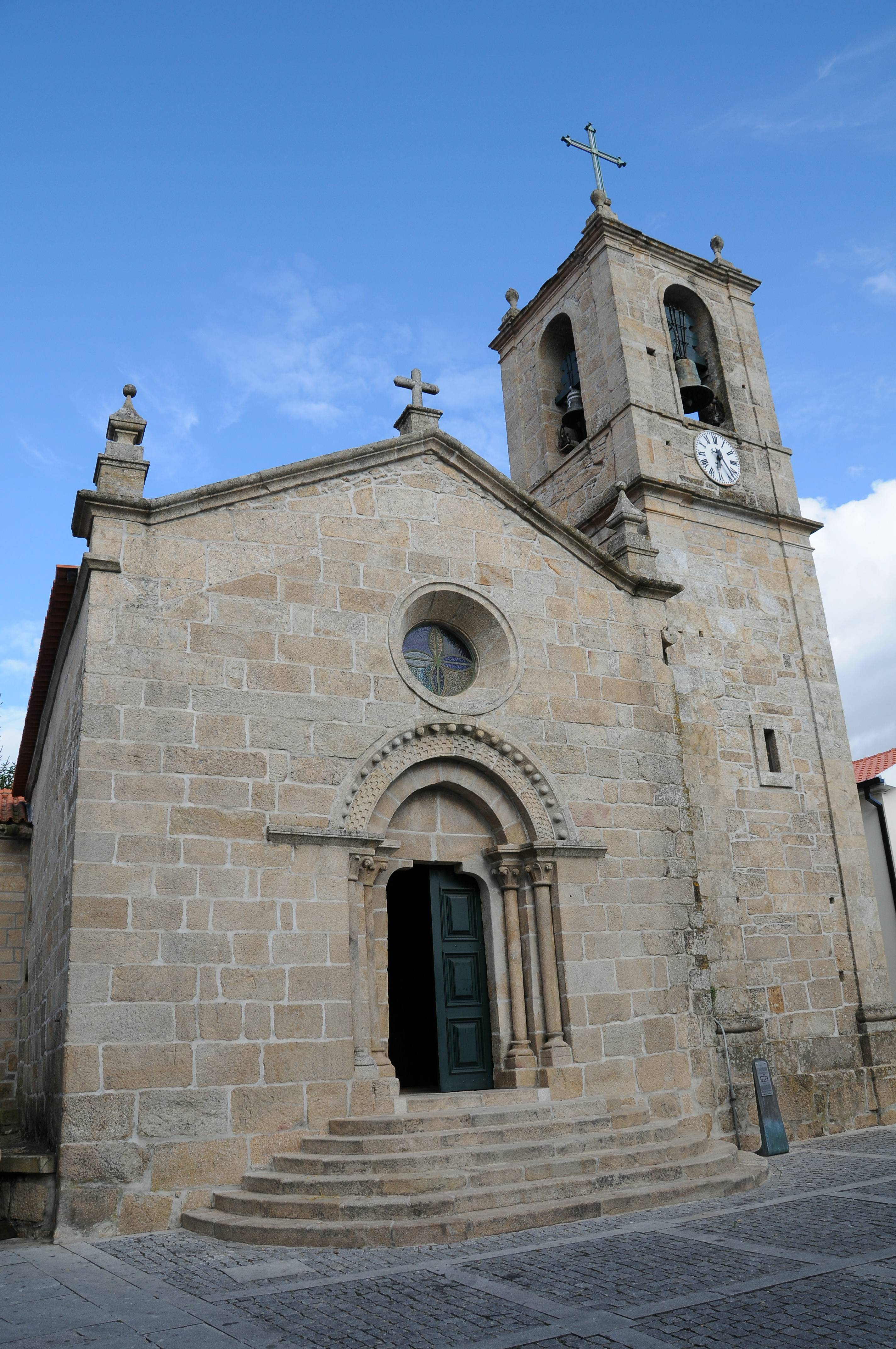
Kirche (Igreja Matriz) von Vila

 Die Gemeinde hatte 1558 Einwohner (Stand 30. Juni 2011).
Am 29. September 2013 wurden die Gemeinden Vila und Roussas zur neuen Gemeinde União das Freguesias de Vila e Roussas zusammengeschlossen. Vila ist Sitz dieser neu gebildeten Gemeinde.

## Bauwerke
- Castelo de Melgaço
- Capela de Nossa Senhora da Orada
- Solar de Galvão
- Igreja da Misericórdia
- Igreja Matriz de Melgaço